# Местякену (Селаж)
Местякену (рум. Mesteacănu) — село у повіті Селаж в Румунії. Входить до складу комуни Алмашу.
Село розташоване на відстані 369 км на північний захід від Бухареста, 24 км на південь від Залеу, 49 км на північний захід від Клуж-Напоки.

## Населення
За даними перепису населення 2002 року у селі проживали 407 осіб. Рідною мовою 405 осіб (99,5%) назвали румунську.
Національний склад населення села:
| Національність | Кількість осіб | Відсоток |
| -------------- | -------------- | -------- |
| румуни         | 400            | 98,3%    |
| цигани         | 5              | 1,2%     |